# Augusto Luis de Freitas
Augusto Luis de Freitas (Rio Grande, 1868 - Roma, 26 de novembro de 1962) foi um pintor e professor brasileiro. Dedicou-se principalmente aos gêneros da paisagem, cenas de costume e pintura histórica, estima-se que sua produção ultrapassa 1600 obras.

## Estudos em Portugal
Nascido no Brasil, ainda pequeno seu pai português decidiu voltar à Pátria, levando a família. Lá iniciou-se Freitas nas artes, matriculando-se com 12 anos na disciplina de Desenho Histórico da Academia Portuense de Belas-Artes, na cidade do Porto, onde sua família havia se radicado. No período de estudos ganhou um primeiro prêmio em desenho de estátua. Para ampliar seus horizontes estudou também Pintura, Arquitetura e Escultura. Teve mestres respeitados, entre eles o pintor Marques de Oliveira, o escultor Soares dos Reis. e o arquiteto José Sardinha 

## Retorno ao Brasil
Com a morte dos pais, em fins de 1893 voltou ao Rio Grande do Sul e ali permaneceu até 1895, trabalhando em Porto Alegre como ilustrador do periódico A Semana Cômica, expondo obras na galeria do bazar Ao Preço Fixo (a primeira galeria de arte da cidade), e pintando um pano de boca para o Theatro São Pedro, obra que lhe valeu um longo elogio em A Federação, o principal jornal governista. No entanto, segundo Athos Damasceno, por alguma razão obscura o mercado local não se abriu para um reconhecido talento e ele passou por dificuldades, mas ele mesmo reconhecia que ainda precisava de aprimoramento. Então o artista mudou-se para o Rio de Janeiro, matriculando-se na Escola Nacional de Belas Artes e sendo aluno de Henrique Bernardelli e outros. Seu progresso foi rápido, em poucos meses conquistando um prêmio de desenho de modelo vivo, mas suas finanças continuavam precárias. Para manter-se empregou-se na equipe de decoração da Igreja da Candelária e dava aulas de desenho em um colégio de Niterói.
Fez uma individual em Porto Alegre em abril de 1897, sendo aplaudido em coro pela crítica, que dizia dele ter se transformado de uma simples promessa em um artista realizado. A crítica também reconheceu nele uma veia original, que buscava um caminho próprio em meio às convenções acadêmicas. De volta ao Rio, no ano seguinte conquistou o cobiçado Prêmio de Viagem ao Exterior da Escola Nacional, que lhe dava o direito de estudar por dois anos nas melhores academias da Itália com uma pensão paga pelo governo, sendo muito festejado na imprensa do Rio e do Rio Grande, que assinalou sua determinação de superar todos os obstáculos. No entanto, apesar da fama, as encomendas não apareceram.
Sem esperanças de prosperar no Brasil, aproveitando a oportunidade de partir dada pelo prêmio, radicou-se em Roma, onde residiu até o fim da vida, expondo nas principais cidades italianas, em Portugal e na Argentina. Fez diversas visitas ao Brasil, realizando exposições individuais no Rio, São Paulo, Santos e Porto Alegre. Pintou a cúpula do pavilhão da representação brasileira na Exposição Universal de 1911 em Turim.
Em visita a Porto Alegre em 1917, expôs 42 obras no Clube do Comércio, várias delas com temas locais. Na ocasião foi convidado a lecionar no Instituto de Belas Artes, assumindo em 16 de junho, introduzindo a disciplina de modelo vivo e a prática das exposições anuais de alunos. Damasceno diz que tinha muito prestígio entre seus discípulos, mas não era muito bem visto pela direção da Instituto, o que levou à sua renúncia em dezembro de 1918. Em 1919 retornou a Roma, trabalhando como funcionário da Embaixada do Brasil.

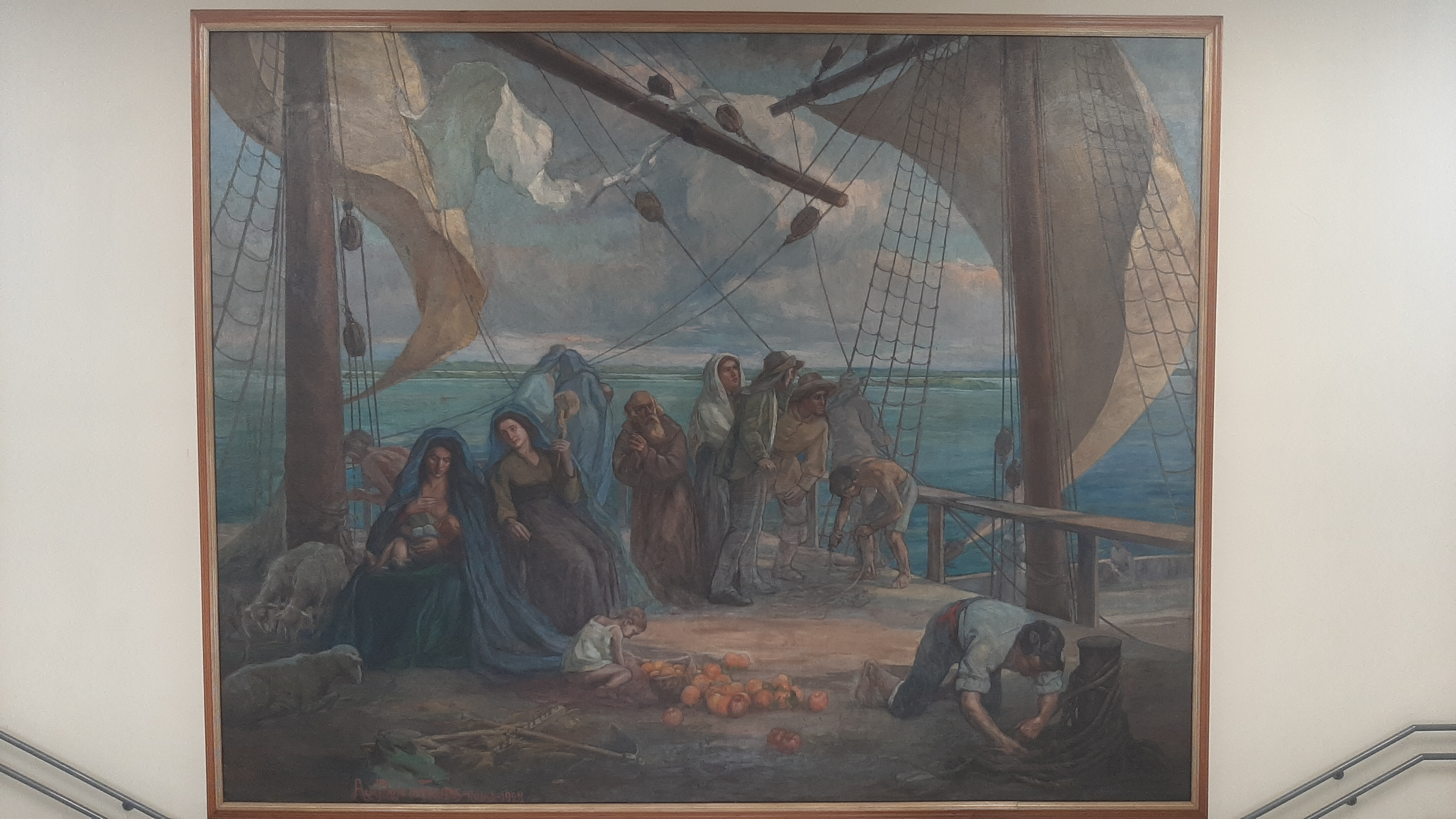
Chegada dos Açorianos de Augusto Luiz de Freitas.

Entre 1923 e 1925 pintou duas telas monumentais para o Governo do Estado do Rio Grande do Sul, destinadas para o Palácio Piratini, e hoje instaladas no Instituto de Educação General Flores da Cunha: Combate da Ponte da Azenha e A chegada dos primeiros açorianos, tombadas pelo IPHAE. A primeira retrata o episódio que deu início à Guerra dos Farrapos em 1835, quando a tropa dos chamados farroupilhas ataca a força militar que guarda a ponte. A segunda obra aborda o início da colonização portuguesa em Porto Alegre. Entregou as obras pessoalmente ao Governo em 1925, aproveitando a oportunidade da visita para realizar sua última individual no Rio Grande do Sul, na galeria da Casa Jamardo, que foi um sucesso.
Dono de extraordinária vitalidade, pintou e fez grandes exposições até pouco antes de falecer em Roma em 26 de novembro de 1962. Diz Damasceno que o artista considerava suas obras-primas as duas grandes telas para o Palácio Piratini e o teto do pavilhão da Exposição de Turim, mas que a crítica tem dado mais atenção para suas telas menores de motivos rurais, "pelo trato singelo do assunto, o colorido vivaz, a luz abundante e a poesia de que se acham impregnadas". Também sua aquarelas são muito apreciadas.

## Algumas obras
- Paisagem, óleo sobre cartão [5]
- Aspecto e Figura, aquarela [5]
- Ângulo de Jardim, aquarela [5]
- Vargem Alegre, aquarela [5]
- Ermida, óleo sobre tela [5]
- Procissão, óleo sobre tela [5]

## Distinções
- Primeiro prêmio em desenho de estátua na Academia Portuense de Belas-Artes
- Prêmio em desenho de modelo vivo da Escola Nacional de Belas-Artes[1]
- Prêmio de Viagem ao Exterior no Salão da Escola Nacional de 1898[1]
- Medalha de prata no Salão da Escola Nacional de 1901[1]
- Medalha de ouro na Exposição do IV Centenário do Descobrimento do Brasil[1]
- Medalha de ouro concedida pelo Departamento de Turismo da Itália[1]